# Wookey Hole
Wookey Hole – wieś w Wielkiej Brytanii, w hrabstwie Somerset. Na terenie wsi znajduje się wapienna jaskinia o tej samej nazwie, wyrzeźbiona przez wody rzeki Axe. 

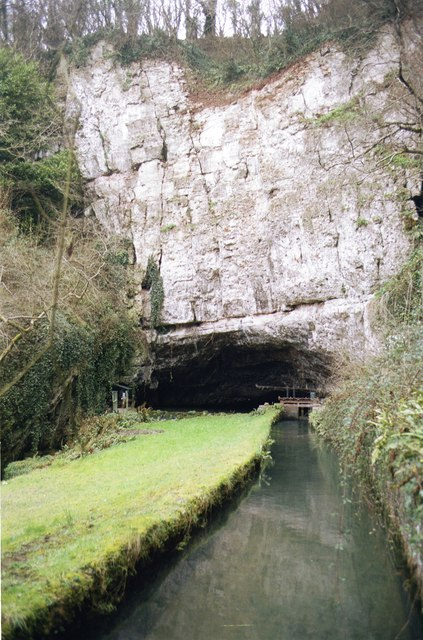
Wejście do jaskini Wookey Hole

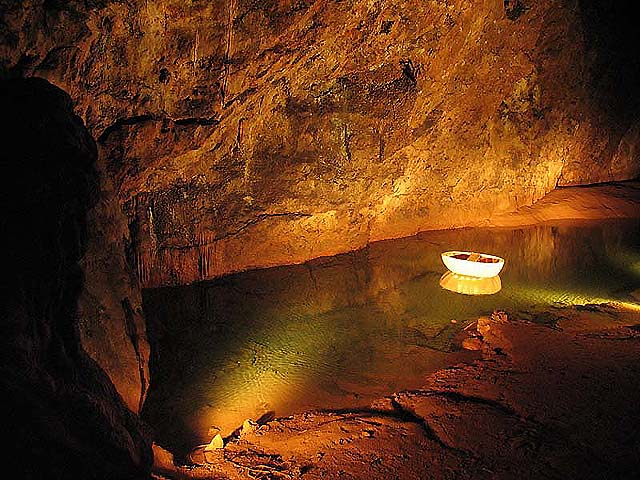
Podziemne jezioro w Wookey Hole

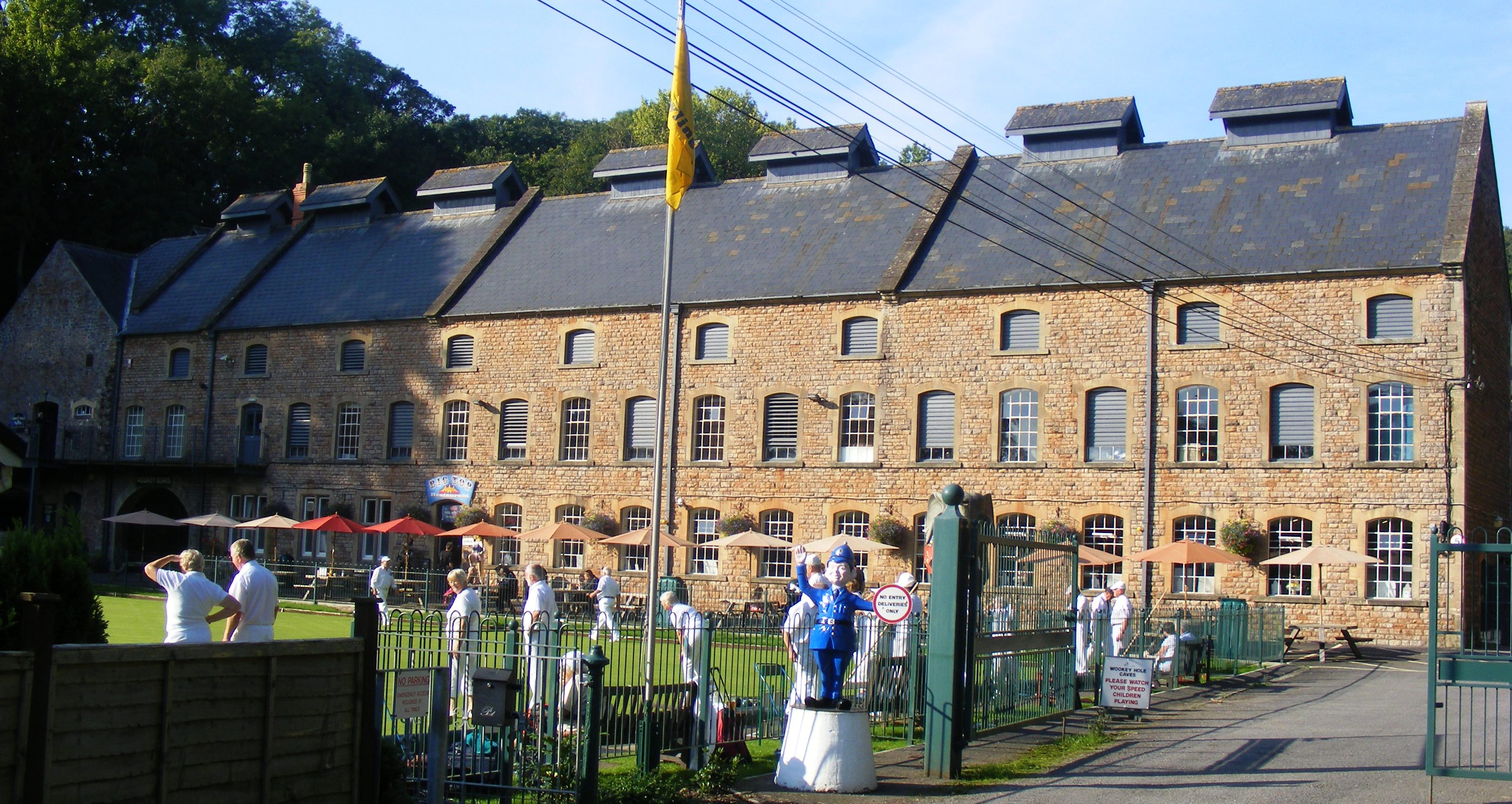
Młyn w Wookey Hole

W jaskini panuje stała temperatura 11 °C, przez co była ona wykorzystywana przez ludzi od około 5000 lat. Wewnątrz znajduje się podziemne jezioro. Grota została wykorzystana także przez twórców serialu Robin z Sherwood, jako miejsce zamieszkania legendarnego Herna.